# Renato Rizzi
Renato Rizzi (* 3. Juli 1951 in Rovereto) ist ein italienischer Architekt und Universitätsprofessor.

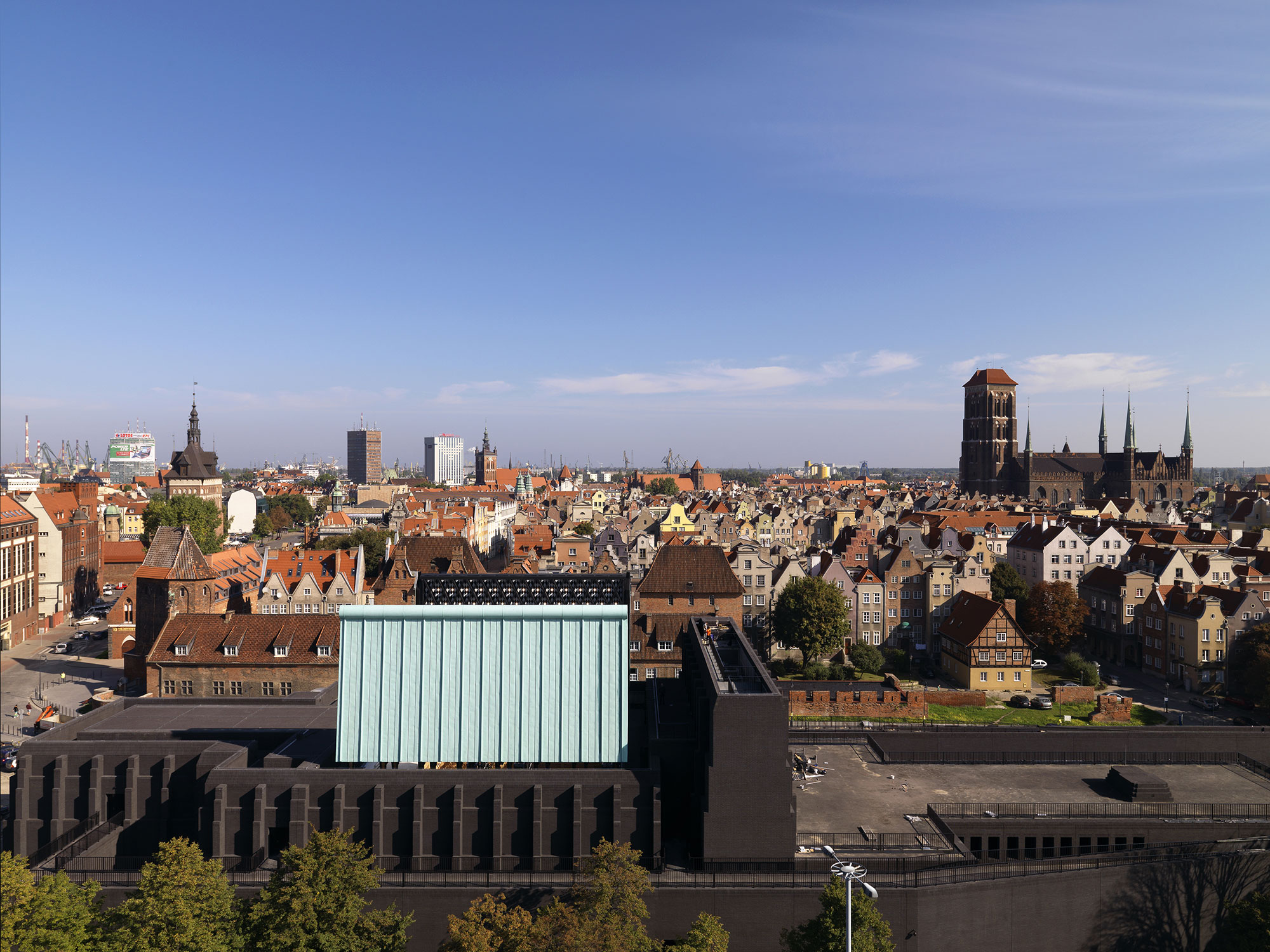
Shakespeare-Theater Danzig

## Werdegang
Renato Rizzi studierte bis 1978 Architektur an der IUAV in Venedig und arbeitete von 1984 bis 1992 bei Peter Eisenman in New York. Er lehrte an der Harvard University, Universität Kairo, UNLP und University of Auckland und seit 1991 als Professor an der IUAV. Rizzi wurde 2016 von Alejandro Aravena zur Architekturbiennale Venedig eingeladen.

## Bauten
- 1984: Sportzentrum, Trient

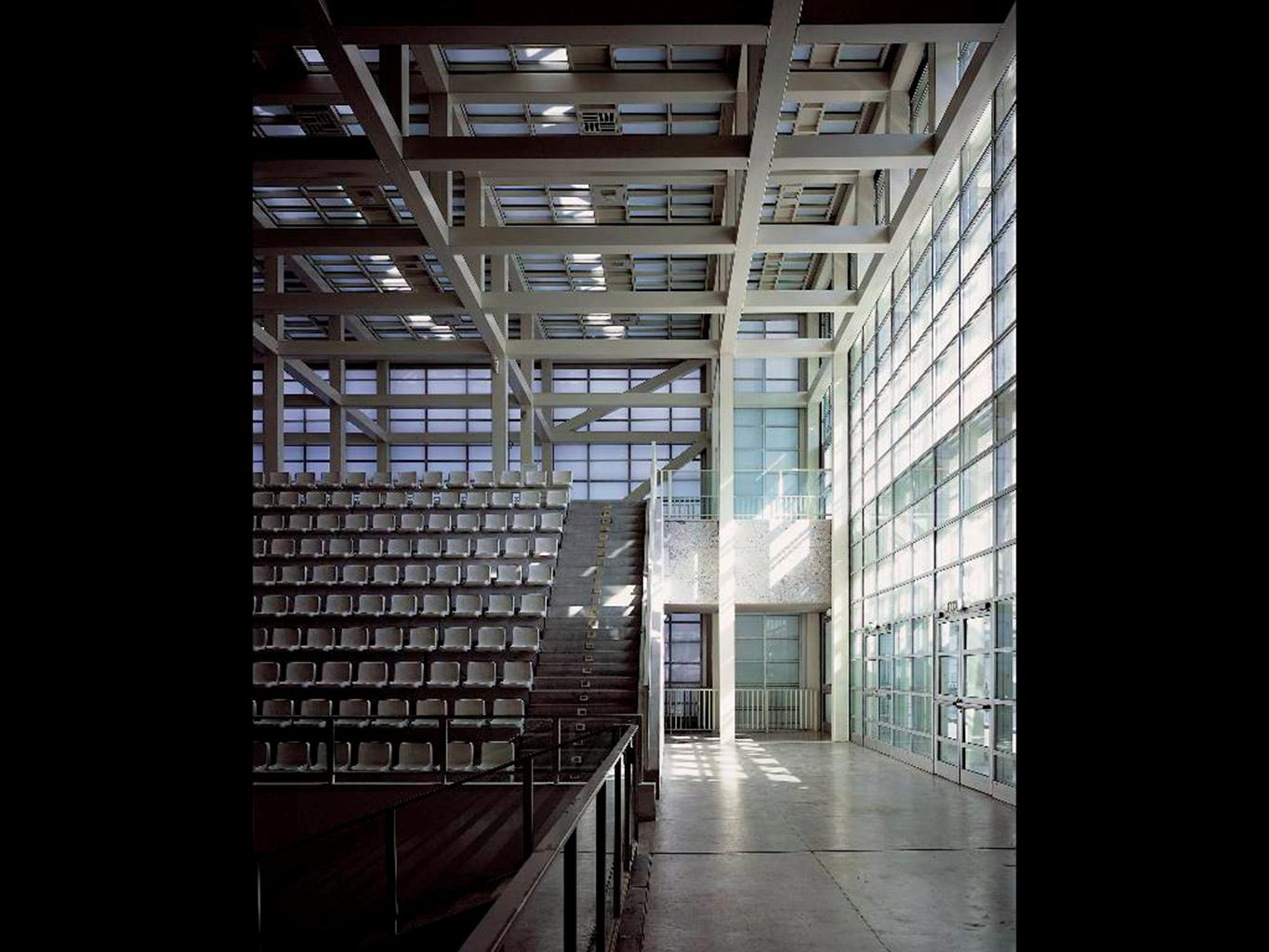
Sportzentrum, Trient

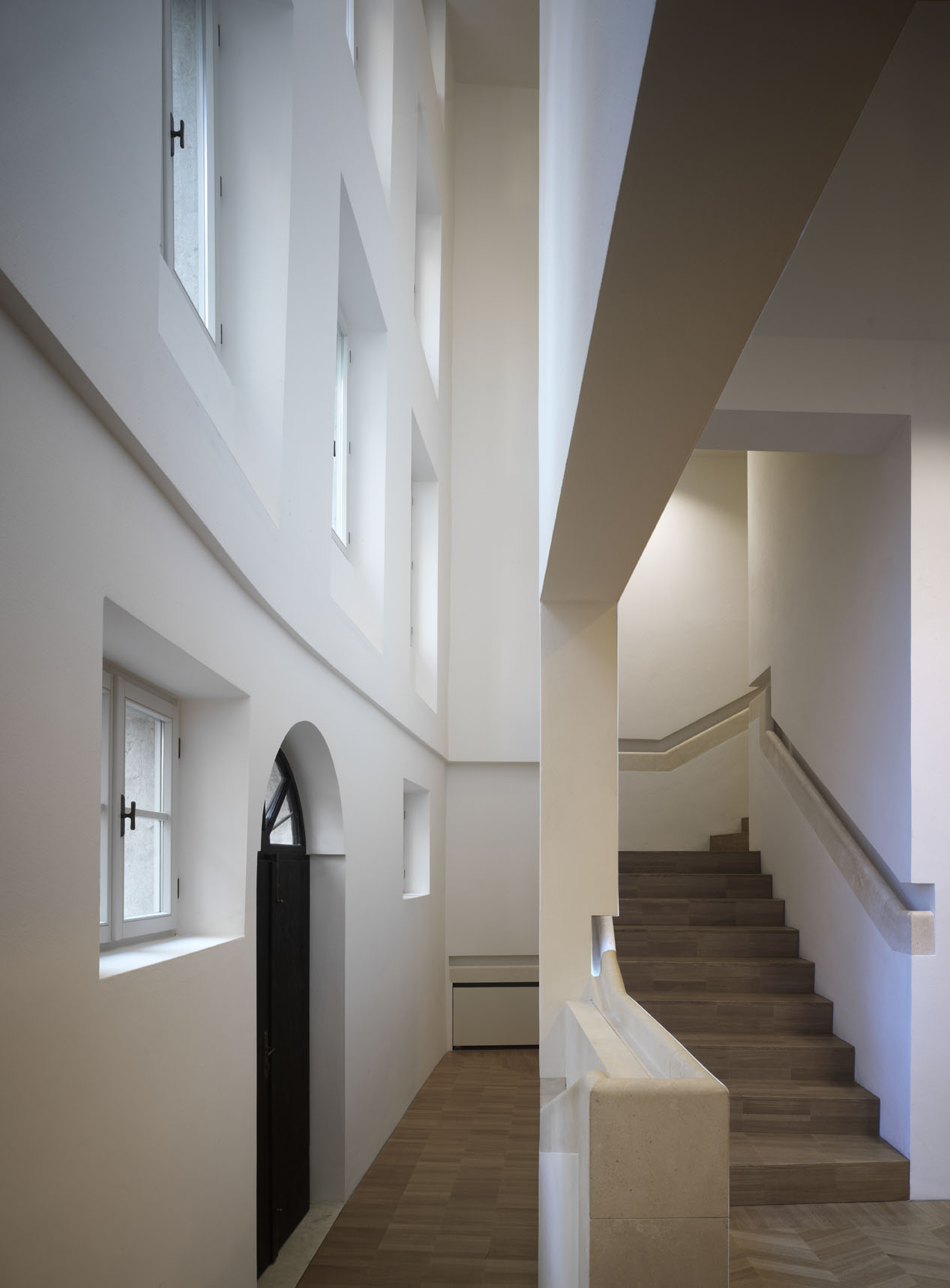
Casa museo d’arte Depero, Rovereto

- 2009: Restaurierung Casa museo d’arte Depero, Rovereto
- 1005–2014: Shakespeare-Theater Danzig[2][3]

## Auszeichnungen und Preise
- 1992: In/Arch-Nationalpreis
- 1999: Goldmedaille für Architektur auf der Triennale di Milano für Restaurierung Casa museo d’arte Depero
- 2011: Erwähnung – Compasso d’Oro für Restaurierung Casa museo d’arte Depero
- 2015: Iconic Award in der Kategorie Project of the Year für Shakespeare-Theater Danzig[4]
- 2017: Gold – Erich-Mendelsohn-Preis für Backstein-Architektur für Shakespeare-Theater Danzig[5]
- 2017: Präsident des Republic Architecture Award im Quirinale auf Vorschlag der Accademia di San Luca

## Ausstellungen
- 1984, 1985, 1996, 2002, 2010, 2016: Architekturbiennale Venedig